# فرودگاه شهرستان ایونیا
فرودگاه شهرستان ایونیا (به انگلیسی: Ionia County Airport) یک فرودگاه همگانی است که یک باند فرود آسفالت دارد و طول باند آن ۱۳۱۱ متر است. این فرودگاه در کشور ایالات متحده آمریکا قرار دارد و در ارتفاع ۲۴۹٫۳ متری از سطح دریا واقع شده‌است.